# Marty Tripes
Marty Tripes   (El Cajon, 29 de juny de 1956) és un antic pilot professional de motocròs nord-americà que va competir als Campionats AMA de motocròs entre el 1972 i el 1980. Considerat un dels pilots amb més talent natural de la seva època, amb una tècnica de pilotatge, dret dalt de la moto, suau i elegant, durant la dècada del 1970 va ser un dels principals pilots de motocròs i supercross nord-americans. Cal destacar que va triomfar tot i ser un dels pilots més alts de la seva època, amb 1,85 m d'alçada i un pes de més de 90 kg al seu millor moment.
Marty Tripes va assolir una gran popularitat el 1972 com a adolescent prodigi, quan a només 16 anys va vèncer alguns dels millors pilots del món i va guanyar la primera cursa de supercross mai disputada, la "Super Bowl of Motocross" de Los Angeles. El 2001 va ser incorporat a l'AMA Motorcycle Hall of Fame.

## Biografia

### Els inicis
Tripes va començar a practicar amb la bicicleta durant l'època d'expansió de les curses de BMX al sud de Califòrnia. De petit va presenciar una de les primeres curses de motocròs celebrades als Estats Units, on va poder veure els millors pilots europeus de l'època. La capacitat de pilotatge dels europeus el va impressionar i va intentar emular el seu estil, especialment el del seu ídol Joël Robert. Va començar a conduir motocicletes de motocròs amb una Penton Berkshire de 100 cc abans de passar a una successió de ČZ. El 1971, a catorze anys, pilotava una Montesa i ja havia guanyat el Mammoth Mountain Motocross.
Marty Tripes va impressionar els aficionats com a jove prodigi de 14 anys a la cursa de Denver de la Inter-AMA de 1971, on va obtenir el quart lloc contra alguns dels millors pilots de motocròs del món. Tanmateix, quan l'AMA va descobrir la seva edat real se li va prohibir de competir fins que no fes els setze anys. Tant punt els va fer el va fitxar l'equip de fàbrica de Yamaha, dirigit per Don Jones, el pare del futur campió nacional i company d'equip de Tripes, Gary Jones.

### El primer supercross (1972)
Marty Tripes va assolir protagonisme als Estats Units el juliol de 1972, just després del seu setzè aniversari, quan va aconseguir una inesperada victòria amb la Yamaha a la primera "Super Bowl" de motocròs, celebrada al Los Angeles Memorial Coliseum durant la Inter-AMA. Es considera que aquella fou la primera cursa de Supercross en estadi als Estats Units. La seva sorprenent victòria en la que era oficialment la segona carrera professional de la seva carrera, va arribar en un moment en què els europeus dominaven l'esport del motocròs i el fet d'acabar entre els cinc primers, davant dels experimentats rivals europeus, era considerat un èxit significatiu per a un nord-americà.
Tripes va aconseguir tres segones posicions a les tres mànegues disputades i això li va donar la victòria general contra alguns dels millors pilots del moment, com ara els antics campions del món Torsten Hallman i Dave Bickers i el futur campió del món Håkan Andersson. Les seves actuacions en les dues últimes mànegues, on va haver de recuperar terreny després de sengles males sortides, van emocionar els espectadors assistents. La victòria de Marty Tripes a la Super Bowl va escampar una gran onada d'emoció entre la comunitat motociclista nord-americana. A banda, en obtenir aquella victòria a la Inter-AMA estiuenca amb la Yamaha, Tripes va esdevenir el pilot més jove a guanyar un National (prova del màxim nivell) de l'AMA.
Després del seu gran èxit, Marty Tripes va deixar l'equip Yamaha per a pilotar una CZ a la Trans-AMA de 1972, on va ser el millor nord-americà a la cursa final del torneig, per davant dels millors del moment com ara Brad Lackey, Jim Pomeroy i Gary Jones.

### D'Honda a Bultaco (1973-1975)
De cara a la temporada de 1974, Tripes va signar amb l'equip de fàbrica d'Honda com a pilot oficial per a disputar el campionat AMA de 250cc. Va revalidar la seva victòria de l'any anterior a la Super Bowl i va guanyar dues proves del campionat nacional de 250cc, acabant finalment la temporada en sisè lloc.
Després d'un únic any amb l'equip Honda, Tripes va passar al de Husqvarna, on va fer el que va poder amb una motocicleta que havia quedat endarrerida envers les japoneses. Malgrat tot, va aconseguir guanyar una cursa i va obtenir tres segons llocs, acabant la temporada de 1974 com a subcampió AMA de 250cc. En un moviment de màrqueting, Can-Am el va contractar abans de la carrera final de la temporada per tal que l'equip de la marca, format per Gary Jones, Marty Tripes i Jimmy Ellis, ocupés les tres primeres posicions del campionat.
Si no s'hagués permès d'entrenar a ningú i es confiés només en el pur talent, Marty Tripes hauria guanyat totes les curses. 
De cara al 1975, Tripes va signar amb l'equip de fàbrica de Bultaco, però aviat el van desencoratjar els fluixos resultats i va decidir d'agafar-se un any sabàtic per a gaudir de la vida. Marty Tripes tenia fama de despreocupar-se de la disciplina de treball i de no avenir-se gaire amb els seus companys d'equip. Durant els primers quatre anys de la seva carrera professional ja havia pilotat per a cinc equips de fàbrica diferents.
Malgrat el gran esforç físic que impliquen les curses de motocròs, Tripes mai no va mantenir cap entrenament físic continuat per a preparar-se per a les curses, confiava únicament en la seva habilitat de pilotatge natural. Després de la seva impressionant victòria a la Super Bowl de 1972, poques vegades va estar a l'altura del seu potencial. El 1977 va tornar a córrer i ho va fer per al desafortunat equip de motocròs de Harley-Davidson, el qual va cancel·lar el seu programa de curses després d'aquella única temporada.

### Retorn a Honda el 1978
Tripes va decidir de prendre's seriosament el seu entrenament físic i la seva nutrició el 1978. Va tornar a l'equip de curses nord-americà d'Honda, on va tenir la temporada més reeixida de la seva carrera. Aquell any va guanyar el I Gran Premi dels Estats Units de 250cc, celebrat a Unadilla (Nova York), on va derrotar alguns dels millors pilots del món, entre ells el campió del món de 250cc, Guennady Moisseev.
Durant una època de domini del motocròs nord-americà per part de Bob Hannah, Tripes va ser un dels pocs pilots que van poder-hi competir de manera igualada. L'única altra derrota real de Hannah a la Trans-AMA de 1978 va arribar a la ronda de Missouri, on es va involucrar en un duel a la mànega inicial amb Tripes, alternant-se tots dos al capdavant nombroses vegades fins a les darreres voltes, fins que l'ajustador del cable del fre anterior de Hannah es va afluixar i Tripes es va poder endur la victòria.

### Retirada
A l'edat de 23 anys, Marty Tripes va obtenir la seva darrera victòria en un National en derrotar a Bob Hannah a la prova del campionat AMA de 250cc celebrada a Buchanan (Michigan) l'1 de juliol de 1979. Va acabar la temporada en tercer lloc final per darrere de Hannah i Kent Howerton. El 1980 va tornar a córrer per a l'equip Yamaha i va acabar l'any com a vuitè classificat en 250cc a l'AMA Motocross i desè a l'AMA Supercross. A finals de temporada es va retirar de les curses a 24 anys.
En els seus sis anys de carrera professional al motocròs, Tripes va guanyar un total d'11 curses del Campionat AMA. Després de retirar-se de les curses va esdevenir un pioner en el disseny d'equips de seguretat a la indústria del paintball i actualment desenvolupa municions per a Tippmann Pneumatics. També va dirigir un reeixit negoci de bolets 'gourmet' que ven a cadenes de queviures.